# NGC 6950
NGC 6950 is een open sterrenhoop in het sterrenbeeld Dolfijn. Het hemelobject werd op 15 oktober 1784 ontdekt door de Duits-Britse astronoom William Herschel. NGC 6950 bevindt zich op ongeveer een graad ten noordoosten van de ster Alpha Delphini (Sualocin).